# レオポルドフ - コザーロヴツェ線
レオポルドフ - コザーロヴツェ線（スロバキア語;Železničná trať Leopoldov – Kozárovce）は、スロバキア国鉄の鉄道線の名称である。路線番号は141。
1897年から1898年にかけて、現在の営業区間であるレオポルドフ〜ルジャンキ間が開業した。その後、1938年にコザーロヴツェまで全通するが、ルジャンキ～コザーロヴツェ間は現在運行休止中で、事実上ブラチスラヴァとニトラを結ぶ路線として機能している。

## 歴史
ハンガリー北西地域鉄道（ハンガリー語: Magyar Északnyugati helyi érdekű vasút）は1897年12月18日にニイトラ（現在ニトラ） - ガルゴーツ（現在フロホヴェツ）間を開通した。ニトラ - ルジャンキ間は現在のノヴェー・ザームキ - プリェヴィヅァ線との共通区間である。1898年3月31日に残りのガルゴーツ - ウーイヴァーロスカ（現在レオポルドフ）間が開業されブラチスラヴァ - ジリナ線と連結された。鉄道運営はハンガリー王立鉄道が担当した。

## 運行形態[3]

### 快速「レギオナルエクスプレス(REX)」
ブラチスラヴァ～レオポルドフ〜ズベヒ〜プリェヴィヅァ間に、4時間に1本、一日4往復（休日は4.5往復）運行される。レオポルドフ以西間は120号線に、ズベヒ以東は140号線に直通し、うち1往復はレオポルドフ以西で快速(REX)として運行される。なお、ズベヒでニトラ方面普通に接続する。
2015年以前は、特急リーフリク(R)として運行されていた。

### 普通
レオポルドフ〜ルジャンキ〜ニトラ間に、2時間に1本運行される。ルジャンキ以東は140号線に直通するが、ニトラ方面行は140号線の列車に併結されて直通する。大部分が、レオポルドフで120号線ブラチスラヴァ方面特急に接続する。また、ズベヒ〜ルジャンキ〜ニトラ/ノヴェー・ザームキ間には区間運転も多く、全線運行と合わせて1時間に1本運行される。
2017年以前は、日中を中心に、ニトラ方面の大部分が140号線のノヴェー・ザームキまで直通していた。

### 過去の運行種別
- 特急「エクスプレス(Ex)」
  - アリヴァ・エクスプレス号：　プラハ - レオポルドフ - ニトラ
2016年末に、週1往復で運行を開始し、2017年4月に一日1往復（土曜日2往復、休日1.5往復）に増発された。レオポルドフ以北は120号線に、ルジャンキ以東は140号線に直通していた。
2019年末に、一日1往復の運行となった後、2020年春以降運行休止。

## 駅一覧
以下では、スロバキア国鉄141号線の駅と営業キロ、停車列車、接続路線などを一覧表で示す。
- 種別
  - REX：快速
  - Os：普通
- 停車駅
  - ■印：全列車停車
  - ●印：大部分停車、一部通過
  - ○印：大部分通過、一部停車
  - ｜印：全列車通過

| 路線名 | 駅名                               | 駅間営業キロ | 累計営業キロ | REX | Os | 接続路線                                    | 所在地       | 所在地                 |
| ------ | ---------------------------------- | ------------ | ------------ | --- | -- | ------------------------------------------- | ------------ | ---------------------- |
| 141    | コザーロヴツェ駅                   | -            | 55.0         |     |    |                                             | ニトラ県     | レヴィツェ郡           |
| 141    | コザーロヴツェ停留所               | 2.0          | 53.0         |     |    |                                             | ニトラ県     | レヴィツェ郡           |
| 141    | ヴォルコヴツェ駅                   | 7.7          | 45.3         |     |    |                                             | ニトラ県     | ズラテー・モラヴツェ郡 |
| 141    | ズラテー・モラヴツェ・プリーレピ駅 | 4.1          | 41.2         |     |    |                                             | ニトラ県     | ズラテー・モラヴツェ郡 |
| 141    | ズラテー・モラヴツェ工場駅         | 4.7          | 36.5         |     |    |                                             | ニトラ県     | ズラテー・モラヴツェ郡 |
| 141    | ズラテー・モラヴツェ駅             | 3.0          | 33.5         |     |    |                                             | ニトラ県     | ズラテー・モラヴツェ郡 |
| 141    | スリャジャニ駅                     | 7.0          | 26.5         |     |    |                                             | ニトラ県     | ズラテー・モラヴツェ郡 |
| 141    | ラヂツェ駅                         | 4.0          | 22.5         |     |    |                                             | ニトラ県     | ズラテー・モラヴツェ郡 |
| 141    | イェレネツ駅                       | 2.5          | 20.0         |     |    |                                             | ニトラ県     | ニトラ郡               |
| 141    | ジラニ駅                           | 5.3          | 14.7         |     |    |                                             | ニトラ県     | ニトラ郡               |
| 141    | ポドホラニ・プリ・ルジャンカフ駅   | 4.8          | 9.9          |     |    |                                             | ニトラ県     | ニトラ郡               |
| 141    | ドラジョヴツェ駅                   | 6.1          | 3.8          |     |    |                                             | ニトラ県     | ニトラ郡               |
| 141    | ルジャンキ駅                       | 3.8          | 0.0          |     | ■  | 140号線（プリェヴィヅァ方面、ザームキ方面） | ニトラ県     | ニトラ郡               |
| 141    | ズベヒ村駅                         | 1.9          | 1.9          |     | ■  |                                             | ニトラ県     | ニトラ郡               |
| 141    | ズベヒ駅                           | 1.9          | 3.8          | ■   | ■  | 140号線（プリェヴィヅァ方面）               | ニトラ県     | ニトラ郡               |
| 141    | アンダチ駅                         | 2.6          | 6.4          | ｜  | ■  |                                             | ニトラ県     | ニトラ郡               |
| 141    | アレクシンツェ駅                   | 3.5          | 9.9          | ｜  | ■  |                                             | ニトラ県     | ニトラ郡               |
| 141    | リシニョヴツェ駅                   | 4.1          | 14.0         | ｜  | ■  |                                             | ニトラ県     | ニトラ郡               |
| 141    | クリャチャニ駅                     | 2.2          | 16.2         | ｜  | ■  |                                             | トルナヴァ県 | フルホヴェツ郡         |
| 141    | フルホヴェツ駅                     | 6.9          | 23.1         | ■   | ■  |                                             | トルナヴァ県 | フルホヴェツ郡         |
| 141    | レオポルドフ停留所                 | 2.7          | 25.8         | ｜  | ●  |                                             | トルナヴァ県 | フルホヴェツ郡         |
| 141    | レオポルドフ駅                     | 2.2          | 28.0         | ■   | ■  | 120号線（コシツェ方面、ブラチスラヴァ方面） | トルナヴァ県 | フルホヴェツ郡         |